# Momento torsor
Denomina-se por momento torsor ou momento torçor o componente paralelo ao eixo longitudinal do momento de força resultante de uma distribuição de tensões sobre uma seção transversal de prisma mecânico.
O momento torsor representa a soma algébrica dos momentos gerados por cargas contidas ou que possuam componentes a um plano coincidente com a seção, perpendicular a um determinado eixo. Em outras palavras, o momento torsor é a soma algébrica dos momentos, em relação a um eixo perpendicular ao plano da secção e passando pelo seu centro de gravidade, das forças exteriores situadas de um mesmo lado desta secção, e o seu efeito é o de torcer a secção em torno da normal.
O momento torsor pode ainda ser definido em uma seção de referência como a soma algébrica das componentes dos momentos das forças externas de um dos lados da referência em relação ao eixo longitudinal da peça (considerada, por convenção, seu eixo x).
{\displaystyle \ M_{t}=\sum m_{x}{ext}}
O momento torsor produz um esforço que tende a fazer girar a seção em torno do eixo longitudinal, torcendo-a ou deslocando-a angularmente em relação à seção vizinha, provocando tensões de cisalhamento.
A convenção de sinais adotadas no cálculo para o momento torsor é análoga à do esforço normal, ou seja, o momento torsor é considerado positivo quando sua seta representativa está saindo da seção de
referência (regra da mão direita).
O momento fletor pode aparecer quando se submetem estes elementos à ação um momento de força ou torque paralelo ao eixo do prisma ou quando outro prisma mecânico perpendicular que está flexionado intersecta ao prisma mecânico original.